# Liste der Ministerpräsidenten der Türkei
Diese Liste führt die Ministerpräsidenten der Türkei auf.

## Geschichte
Vorläufer des Amts zwischen den Jahren 1920 und 1923, also während der Zeit des Türkischen Befreiungskriegs, war das Amt des „Präsidenten des Rates der Vollzugsbeauftragten“ (türkisch İcra Vekilleri Heyeti Reisi). Der Rat der Vollzugsbeauftragten war ein Exekutivausschuss der Nationalversammlung, die sich am 23. April 1920 in Ankara konstituierte. Ein Gesetz vom 2. Mai 1920 regelte die Wahl der Mitglieder dieses Ausschusses durch die Nationalversammlung. Der Exekutivausschuss stand unter der Leitung des Präsidenten der Nationalversammlung. Wenn dieser verhindert war, wurde der Vorsitz durch ein Ausschussmitglied geführt. In der Verfassung vom 20. Januar 1921 wurde dieser Zustand verfassungsrechtlich sanktioniert und die Wahl durch die Mitglieder des Rates der Vollzugsbeauftragten festgelegt. Doch blieb weiterhin der Präsident der Nationalversammlung nach Art. 9 der Verfassung „natürlicher“ Vorsitzender des Rates der Vollzugsbeauftragten. Es oblag ihm, die Beschlüsse dieses Rates zu bestätigen. Durch Gesetz vom 8. Juli 1922 wurde dann die Wahl des Vorsitzenden des Rats der Vollzugsbeauftragten durch die Nationalversammlung bestimmt. 
Eine weitere Änderung ergab sich durch die Einführung der Republik am 29. Oktober 1923. Das neu eingeführte Amt des Staatspräsidenten wurde institutionell verselbständigt. Er behielt aber die Befugnis, in Einzelfällen den Vorsitz in der Nationalversammlung und dem Rat der Vollzugsbeauftragten wahrzunehmen. Nunmehr wurden die Mitglieder des Rats der Vollzugsbeauftragten vom Staatspräsidenten ernannt und der Nationalversammlung zur Bestätigung vorgestellt. Dabei wurde der Inhaber des Amts Başvekil genannt, was außerhalb der Türkei mit „Ministerpräsident“ wiedergegeben wurde. Die Verfassung vom 20. April 1924 brachte detailliertere Regelungen, aber keine grundsätzlichen Änderungen in der Organisation und Benennung der Regierungsorgane. Ab dem 10. Januar 1945 wurde die Bezeichnungen der Regierung, ihrer Mitglieder und ihres Vorsitzenden auch in der Türkei den internationalen Gepflogenheiten angepasst und gleichzeitig zu Başbakan (Ministerpräsident), Bakan (Minister) und Bakanlar Kurulu (Ministerrat) turkisiert.
Während der Regierungszeit des Ministerpräsidenten Adnan Menderes wurden die alten Bezeichnungen 1952 vorübergehend wieder eingeführt. Dies wurde nach dem Militärputsch vom 27. Mai 1960 wieder rückgängig gemacht.
Vekil, so die Bezeichnung der Mitglieder der türkischen Regierung in den ersten beiden Jahrzehnten der Republik, bedeutet eigentlich Vertreter, Beauftragter. Darin sollte zum Ausdruck kommen, dass die Regierung im Grunde einen Exekutivausschuss der Nationalversammlung darstellen sollte. Die Minister außerhalb der Türkei wurden im türkischen Sprachgebrauch demgegenüber Nazır („Minister“; eigentlich ein arabisches Lehnwort mit der Bedeutung „sehend, schauend (auf)“) genannt. Das türkische Wort Bakan ist die wörtliche Übersetzung von nazır.

## Liste der Präsidenten des Rates der Vollzugsbeauftragten
| # | # | Bild                 | Name                             | Amtsantritt     | Amtsaustritt     | Partei | Rat der Vollzugsbeauftragten |
| - | - | -------------------- | -------------------------------- | --------------- | ---------------- | ------ | ---------------------------- |
| 1 |   | Mustafa Kemal Pascha | Mustafa Kemal Pascha (1881–1938) | 3. Mai 1920     | 24. Januar 1921  | HF     | I                            |
| 2 |   | Mustafa Fevzi Pascha | Mustafa Fevzi Pascha (1876–1950) | 24. Januar 1921 | 9. Juli 1922     | HF     | II, III                      |
| 3 |   | Hüseyin Rauf Bey     | Hüseyin Rauf Bey (1881–1964)     | 12. Juli 1922   | 4. August 1923   | HF     | IV                           |
| 4 |   | Ali Fethi Bey        | Ali Fethi Bey (1880–1943)        | 14. August 1923 | 27. Oktober 1923 | HF     | V                            |

## Liste der Ministerpräsidenten seit der Republikgründung
Dies ist eine Liste der türkischen Ministerpräsidenten ab der Republikgründung am 29. Oktober 1923 bis zur Einführung des Präsidialsystems am 9. Juli 2018.
| #                                                                                | # | Bild                          | Name                                               | Amtsantritt        | Amtsaustritt       | Partei    | Kabinett            | Regierung               |
| -------------------------------------------------------------------------------- | - | ----------------------------- | -------------------------------------------------- | ------------------ | ------------------ | --------- | ------------------- | ----------------------- |
| 1                                                                                |   | İsmet Pascha                  | İsmet Pascha (1884–1973)                           | 30. Oktober 1923   | 22. November 1924  | HF        | I, II               | 1., 2.                  |
| 2                                                                                |   | Ali Fethi Bey                 | Ali Fethi Bey (1881–1943)                          | 22. November 1924  | 3. März 1925       | CHF       | I                   | 3.                      |
| (1)                                                                              |   | İsmet Pascha bzw. İsmet İnönü | İsmet Pascha (ab 1934 „İnönü“) (1884–1973)         | 3. März 1925       | 1. November 1937   | CHF/CHP   | III, IV, V, VI, VII | 4., 5., 6., 7., 8.      |
| 3                                                                                |   | Celâl Bayar                   | Celâl Bayar (1883–1986)                            | 1. November 1937   | 25. Januar 1939    | CHP       | I, II               | 9., 10.                 |
| 4                                                                                |   | Refik Saydam                  | Refik Saydam (1881–1942)                           | 25. Januar 1939    | 8. Juli 1942       | CHP       | I, II               | 11., 12.                |
| −                                                                                |   | Ahmet Fikri Tüzer             | Ahmet Fikri Tüzer (kommissarisch) (1878–1942)      | 8. Juli 1942       | 9. Juli 1942       | CHP       | -                   | 12.                     |
| 5                                                                                |   | Şükrü Saracoğlu               | Şükrü Saracoğlu (1887–1953)                        | 9. Juli 1942       | 7. August 1946     | CHP       | I, II               | 13., 14.                |
| 6                                                                                |   | Recep Peker                   | Recep Peker (1889–1950)                            | 7. August 1946     | 10. September 1947 | CHP       | I                   | 15.                     |
| 7                                                                                |   | Hasan Saka                    | Hasan Saka (1886–1960)                             | 10. September 1947 | 16. Januar 1949    | CHP       | I, II               | 16., 17.                |
| 8                                                                                |   | Şemsettin Günaltay            | Şemsettin Günaltay (1883–1961)                     | 16. Januar 1949    | 22. Mai 1950       | CHP       | I                   | 18.                     |
| 9                                                                                |   | Adnan Menderes                | Adnan Menderes (1889–1961)                         | 22. Mai 1950       | 27. Mai 1960       | DP        | I, II, III, IV, V   | 19., 20., 21., 22., 23. |
| 10                                                                               |   |                               | Cemal Gürsel (1895–1966)                           | 30. Mai 1960       | 27. Oktober 1961   | Militär   | I, II               | 24., 25.                |
| −                                                                                |   |                               | Emin Fahrettin Özdilek (kommissarisch) (1898–1989) | 27. Oktober 1961   | 20. November 1961  | Militär   | -                   | 25.                     |
| (1)                                                                              |   | İsmet İnönü                   | İsmet İnönü (1884–1973)                            | 20. November 1961  | 20. Februar 1965   | CHP       | VIII, IX, X         | 26., 27., 28.           |
| 11                                                                               |   | Suat Hayri Ürgüplü            | Suat Hayri Ürgüplü (1903–1981)                     | 20. Februar 1965   | 27. Oktober 1965   | AP        | I                   | 29.                     |
| 12                                                                               |   | Süleyman Demirel              | Süleyman Demirel (1924–2015)                       | 27. Oktober 1965   | 26. März 1971      | AP        | I, II, III          | 30., 31., 32.           |
| 13                                                                               |   | Nihat Erim                    | Nihat Erim (1912–1980)                             | 26. März 1971      | 22. Mai 1972       | parteilos | I, II               | 33., 34.                |
| 14                                                                               |   |                               | Ferit Melen (1906–1988)                            | 22. Mai 1972       | 15. April 1973     | parteilos | I                   | 35.                     |
| 15                                                                               |   |                               | Mehmet Naim Talu (1919–1998)                       | 15. April 1973     | 26. Januar 1974    | parteilos | I                   | 36.                     |
| 16                                                                               |   |                               | Bülent Ecevit (1925–2006)                          | 26. Januar 1974    | 17. November 1974  | CHP       | I                   | 37.                     |
| 17                                                                               |   |                               | Sadi Irmak (1904–1990)                             | 17. November 1974  | 31. März 1975      | parteilos | I                   | 38.                     |
| (12)                                                                             |   | Süleyman Demirel              | Süleyman Demirel (1924–2015)                       | 31. März 1975      | 21. Juni 1977      | AP        | IV                  | 39.                     |
| (16)                                                                             |   |                               | Bülent Ecevit (1925–2006)                          | 21. Juni 1977      | 21. Juli 1977      | CHP       | II                  | 40.                     |
| (12)                                                                             |   | Süleyman Demirel              | Süleyman Demirel (1924–2015)                       | 21. Juli 1977      | 5. Januar 1978     | AP        | V                   | 41.                     |
| (16)                                                                             |   |                               | Bülent Ecevit (1925–2006)                          | 5. Januar 1978     | 12. November 1979  | CHP       | III                 | 42.                     |
| (12)                                                                             |   | Süleyman Demirel              | Süleyman Demirel (1924–2015)                       | 12. November 1979  | 12. September 1980 | AP        | VI                  | 43.                     |
| 18                                                                               |   |                               | Bülend Ulusu (1923–2015)                           | 20. September 1980 | 13. Dezember 1983  | Militär   | I                   | 44.                     |
| 19                                                                               |   | Turgut Özal                   | Turgut Özal (1927–1993)                            | 13. Dezember 1983  | 31. Oktober 1989   | ANAP      | I, II               | 45., 46.                |
| −                                                                                |   |                               | Ali Bozer (kommissarisch) (1925–2020)              | 31. Oktober 1989   | 9. November 1989   | ANAP      | -                   | 46.                     |
| 20                                                                               |   |                               | Yıldırım Akbulut (1935–2021)                       | 9. November 1989   | 23. Juni 1991      | ANAP      | I                   | 47.                     |
| 21                                                                               |   |                               | Mesut Yılmaz (1947–2020)                           | 23. Juni 1991      | 20. November 1991  | ANAP      | I                   | 48.                     |
| (12)                                                                             |   | Süleyman Demirel              | Süleyman Demirel (1924–2015)                       | 20. November 1991  | 16. Mai 1993       | DYP       | VII                 | 49.                     |
| −                                                                                |   |                               | Erdal İnönü (kommissarisch) (1926–2007)            | 16. Mai 1993       | 25. Juni 1993      | SHP       | -                   | 49.                     |
| 22                                                                               |   |                               | Tansu Çiller (* 1946)                              | 25. Juni 1993      | 6. März 1996       | DYP       | I, II, III          | 50., 51., 52.           |
| (21)                                                                             |   |                               | Mesut Yılmaz (1947–2020)                           | 6. März 1996       | 28. Juni 1996      | ANAP      | II                  | 53.                     |
| 23                                                                               |   | Necmettin Erbakan             | Necmettin Erbakan (1926–2011)                      | 28. Juni 1996      | 30. Juni 1997      | RP        | I                   | 54.                     |
| (21)                                                                             |   |                               | Mesut Yılmaz (1947–2020)                           | 30. Juni 1997      | 11. Januar 1999    | ANAP      | III                 | 55.                     |
| (16)                                                                             |   |                               | Bülent Ecevit (1925–2006)                          | 11. Januar 1999    | 18. November 2002  | DSP       | IV, V               | 56., 57.                |
| 24                                                                               |   | Abdullah Gül                  | Abdullah Gül (* 1950)                              | 18. November 2002  | 14. März 2003      | AKP       | I                   | 58.                     |
| 25                                                                               |   | Recep Tayyip Erdoğan          | Recep Tayyip Erdoğan (* 1954)                      | 14. März 2003      | 28. August 2014    | AKP       | I, II, III          | 59., 60., 61.           |
| 26                                                                               |   | Ahmet Davutoğlu               | Ahmet Davutoğlu (* 1959)                           | 29. August 2014    | 24. Mai 2016       | AKP       | I, II, III          | 62., 63., 64.           |
| 27                                                                               |   | Binali Yıldırım               | Binali Yıldırım (* 1955)                           | 24. Mai 2016       | 9. Juli 2018       | AKP       | I                   | 65.                     |
| Amt seit 2018 abgeschafft, die Aufgaben werden vom Staatspräsidenten übernommen. |   |                               |                                                    |                    |                    |           |                     |                         |